# Vannes
Vannes este un oraș în nord-vestul Franței, prefectura departamentului Morbihan în Bretania.

## Personalități născute aici
- Albin de Angers (470 - 550), călugăr sanctificat.
- Émile Jourdan (1860 - 1931), pictor;
- Alain Resnais (1922 - 2014), regizor;
- Bernard Poignant (n. 1945), om politic.